# Stockholms Kooperativa Bostadsförening
Stockholms Kooperativa Bostadsförening (SKB) är en kooperativ hyresrättsförening med det huvudsakliga syftet att bygga och långsiktigt förvalta bostadsfastigheter samt att upplåta lägenheterna med hyresrätt till sina medlemmar. Föreningen är politiskt obunden och öppen för alla privatpersoner. Vid årsskiftet 2023/2024 hade föreningen 93 155 medlemmar. Kontoret är beläget i Abrahamsberg.
SKB äger och förvaltar 8 484 lägenheter (2023). De flesta av SKB:s fastigheter ligger i Stockholm; ungefär hälften av lägenheterna finns i innerstaden. 153 lägenheter ligger i Eriksbergsåsen i Botkyrka kommun, 59 lägenheter i Tyresö kommun,148 lägenheter i Sundbybergs kommun, 70 lägenheter i Solna kommun och 69 lägenheter i Täby kommun. SKB har sedan 2021 även lägenheter i Uppsala. Kvarteret Docenten har där 121 lägenheter.

## Historik

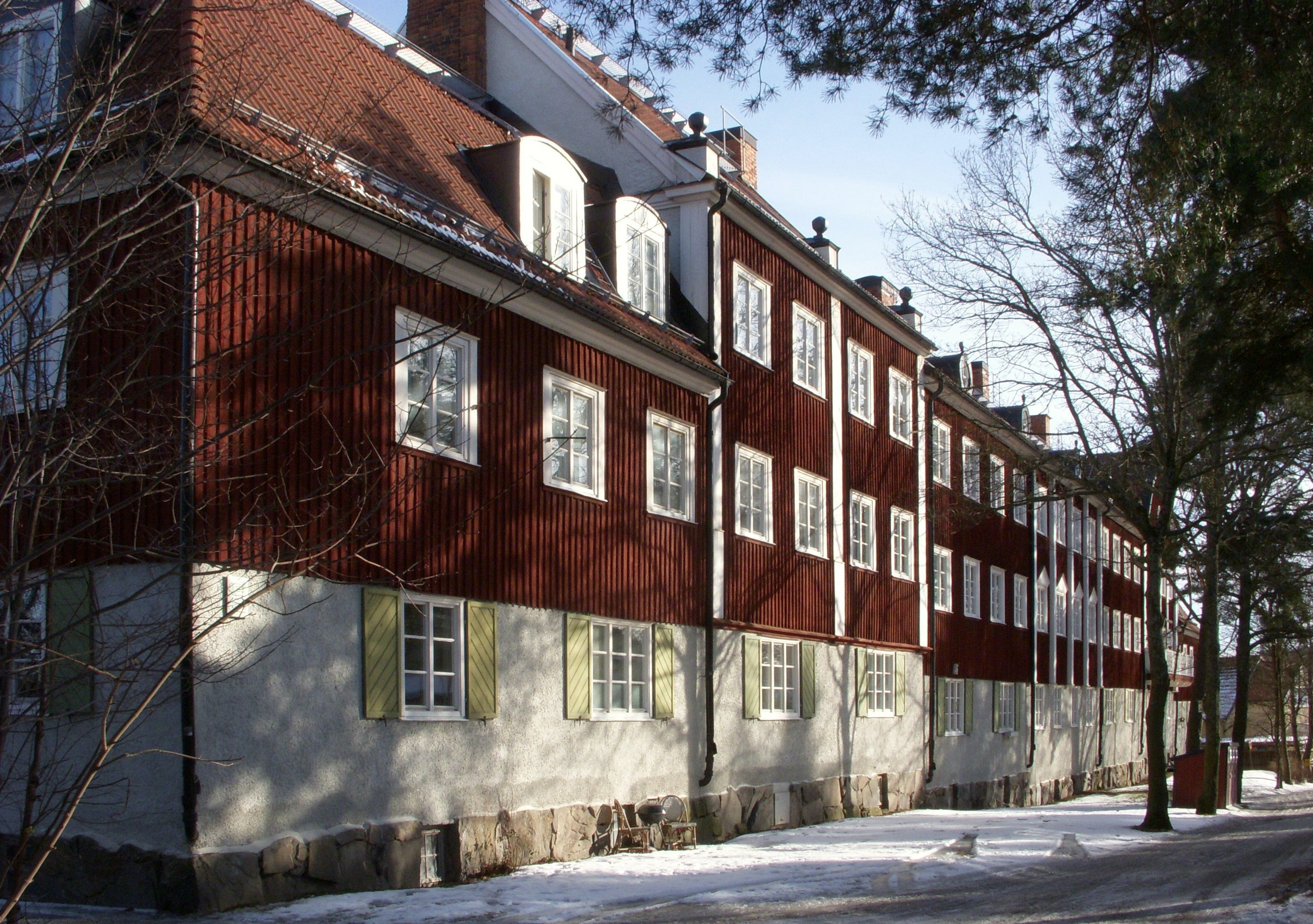
Kvarteret Bergsryggen, byggt 1916–1917.

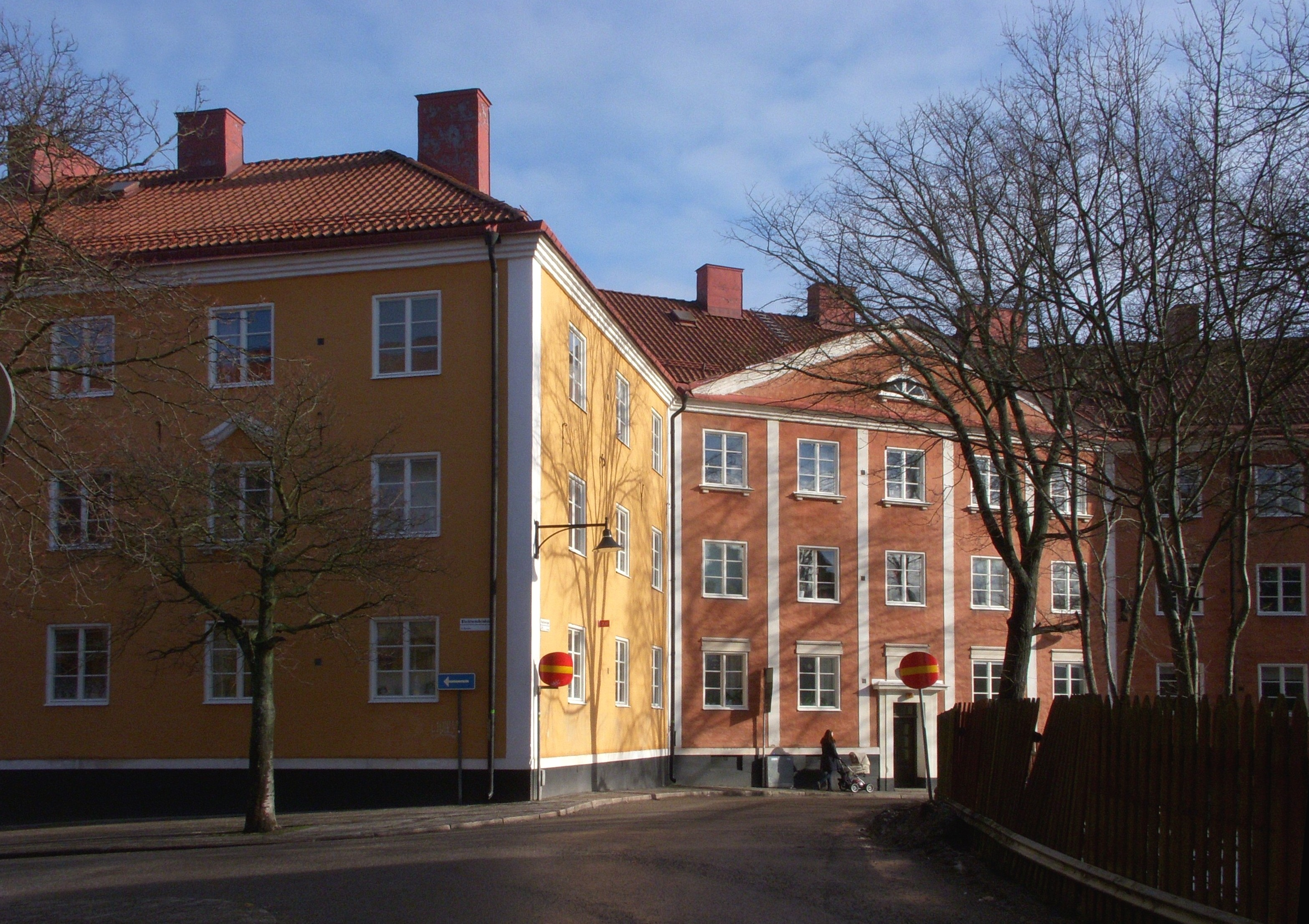
Blecktornsområdet, byggt 1925–1929.

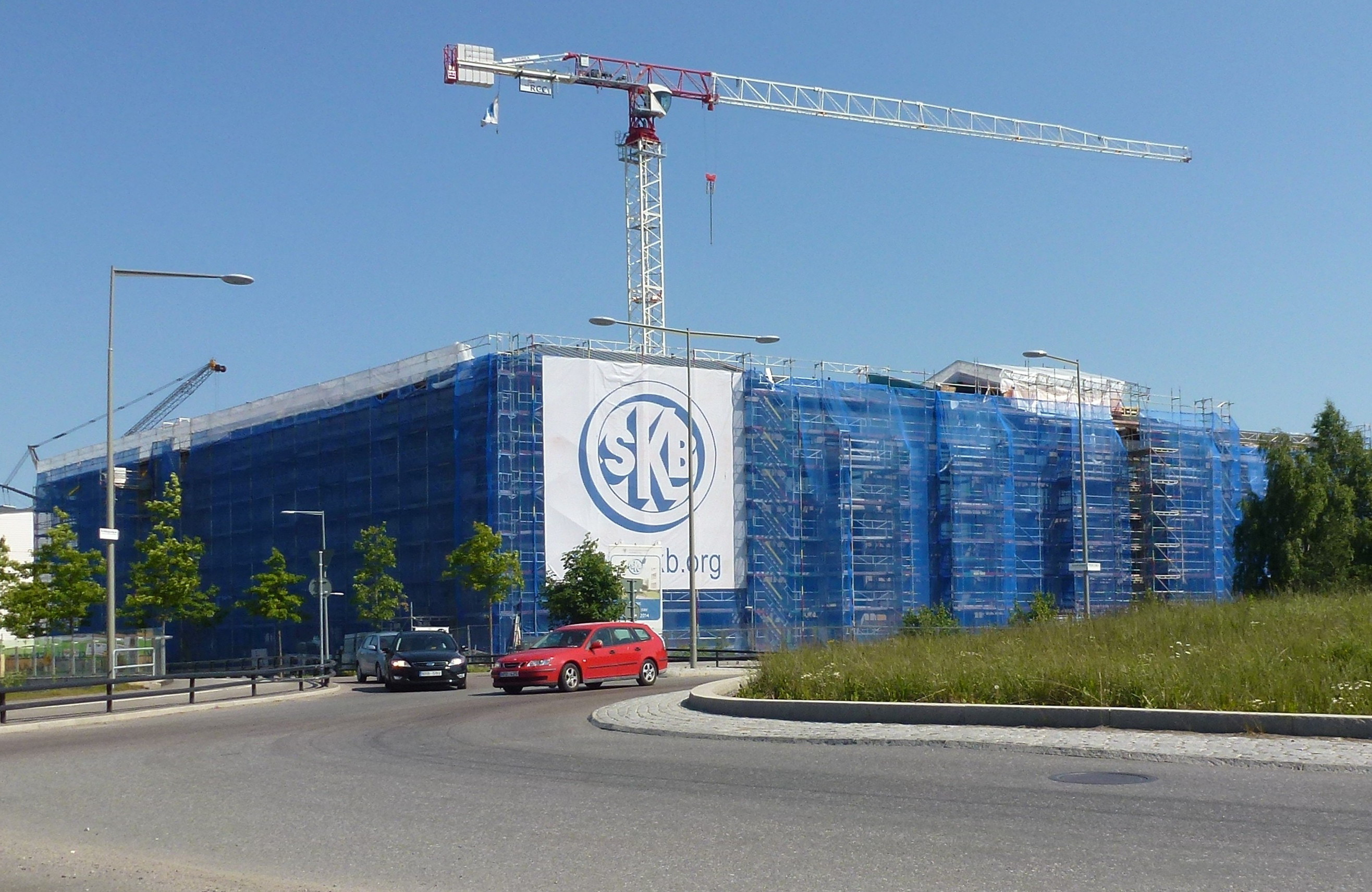
SKB:s nybygge vid "Gyllene ratten", 2013.

SKB bildades 1916 som en reaktion mot de svåra bostadsförhållandena som rådde i Stockholm i början av seklet, med målen att förhindra spekulation, bygga med kvalitet och uppmuntra medlemmarna till självverksamhet. Centralförbundet för Socialt Arbete och framstående politiker stod bakom initiativet, däribland Yngve Larsson, tongivande ledamot av Bostadskommissionen och sedermera borgarråd i Stockholms stad.
År 1917 färdigställs SKB:s första hus i kvarteren Motorn och Vingen i Vasastan, ritat av arkitekt Gustaf Larson. Åren 1916–1917 lät SKB uppföra nödbostäder i tre våningar i Kvarteret Bergsryggen i Ulvsunda, även här var Gustaf Larson arkitekt.
På 1910-talet uppförde SKB runt 300 lägenheter, för att därefter bygga 500–1000 lägenheter per decennium fram till och med 1960-talet. Byggtakten bromsade in under 1970-talet då återigen runt 300 lägenheter färdigställdes. Under en expansiv period på 1980-talet uppförde SKB fler än 1000 nya lägenheter. Från 1925 till 1952 ritades så gott som samtliga SKBs bostadshus av arkitekten Edvin Engström.
År 2002 antog Riksdagen Lag (2002:93) om kooperativ hyresrätt, och SKB registreras därefter som en kooperativ hyresrättsförening.

### VD:ar
- 1916–1919 Gustaf Larson
- 1919–1920 Harry Sandberg
- 1920–1926 Albin Halldén
- 1927–1954 Samuel Olsson
- 1955–1969 Ingvar Bertili
- 1970–1980 John H. Lindgren
- 1981–1982 Anders Carlsson, tf[5]
- 1982–1998 Karin Wiklund[6]
- 1998–2014 Henrik Bromfält[7]
- 2014–2022 Eva Nordström[8]
- 2022–  Ingrid Gyllfors[9]

## Kösystem
SKB har ett turordningsbaserat system för förmedling av lägenheterna. När en lägenhet blir ledig hyrs den ut till den medlem som har längst kötid av de som anmält intresse. De genomsnittliga kötiderna är för närvarande (2016) från 36 år i Stockholms innerstad och dess inre ytterstad. I yttre ytterstaden är kötiden (2019) från 25 år.
För att få en köplats krävs dels en medlemsavgift och dels ett årligt bosparande inom SKB. Vid kontraktsteckning betalar hyresgästen en så kallad upplåtelseinsats för lägenheten på ungefär 10 procent av produktionskostnaden. För en ny producerad lägenhet med två rum ligger insatsen på 200 000 kr. Det går att låna till insatsen från ett flertal banker. Upplåtelseinsatsen återbetalas vid flytt från SKB.
Lägenheterna kan inte köpas eller säljas, men byten är däremot möjliga. Den som byter en hyreslägenhet mot boende utanför SKB förlorar sin ackumulerade kötid.
SKB har ett fastighetsbestånd med drygt 8 000 lägenheter, det går att jämföra med antalet medlemmar som är 89 000. Årsproduktionen av lägenheter för SKB ligger på 100.

## Medlemsinflytande
SKB:s högsta beslutande organ kallas fullmäktige. De 121 ledamöterna väljs av föreningens medlemmar. SKB:s styrelse och hyresutskott består också av medlemmar i föreningen och väljs av fullmäktige. I varje bostadskvarter finns ett kvartersråd, som väljs av de boende inom resp kvarter. Kvartersråden är bland annat kontaktlänk till SKB:s förvaltning i frågor om den vardagliga skötseln och underhållet. Den enskilde medlemmen har också möjlighet att påverka genom att skriva motioner.